# Игры казино
Игры казино — это вид определенных азартных развлечений, которые предлагаются на выбор в большинстве казино. Все они сопровождаются наличными ставками или фишками, приобретенными за денежные средства. Игровой процесс кардинально отличается друг от друга в зависимости от типа игры, но итоговый результат определяется по схожим случайным исходам или комбинациями. Игры казино часто доступны не только в реальных заведениях, но и в онлайн-казино, функционирующих в Интернете. Многие игры казино пользуются популярностью за пределами игорных заведений: в домашних условиях, на вечеринках или отдельных турнирах.

## Категории
Игры казино разделяют на три основные категории: игровые автоматы, игры с использованием случайных чисел и настольные игры.
В игровые автоматы, такие как слоты и патинко, обычно играют в одиночку без участия сотрудников казино.
Игры со случайными числами основаны на использовании механизма случайных чисел либо компьютеризированного генератора случайных чисел, которое встроено в соответствующее оборудование. В подобные развлечения можно играть за столом, покупая бумажные билеты или карточки. Одними из первых игр данной категории являются кено и бинго.
В настольных играх, таких как блэкджек или кости, участвуют один или несколько игроков, которые соревнуются с игорным заведением. Настольные игры обычно проводятся сотрудниками казино, известными как крупье или дилеры.
Некоторые игры казино сочетают в себе несколько вышеперечисленных аспектов. Например, рулетка — это настольная игра, которая функционирует с использованием механизма случайных чисел и сопровождается дилером. Некоторые казино могут предлагать собственные категории игр, которые часто представляются в виде турниров. К таким развлечениям часто относят игры в покер.

## Виды игр казино
В большинстве игорных заведений можно найти следующие развлечения:
Настольные игры
- Баккара
- Блэкджек
- Крэпс
- Рулетка
- Покер (Техасский холдем, Омаха холдем и т. д.)
- Колесо фортуны

Игровые автоматы
- Патинко
- Слоты
- Видео-лотереи
- Видео-покер

Случайные числа
- Бинго
- Кено

## Преимущество в играх казино
Игры в реальном казино являются более предпочтительным выбором большинства азартных игроков. Само казино получает предсказуемое долгосрочное преимущество в виде стабильного притока денежных средств. Если же говорить о краткосрочной перспективе, то здесь есть небольшое преимущество у игроков, которые могут рассчитывать на ощутимый выигрыш. В некоторых играх казино требуется определенное мастерство и навыки, которые непосредственно влияют на результат. Игроков, обладающих достаточными знаниями и способных исключить все негативные долгосрочные факторы казино, которые влияют на сам процесс, часто относят в отдельную категорию посетителей.
Игроки часто оказываются под влиянием особых факторов и правил казино, которые позволяют заведению получать преимущество несмотря на так называемые «реальные шансы». Например, если в игре делается ставка на конкретное число, которое выпадет в результате броска одного кубика, то реальный шанс выигрыша должен превышать сумму первоначальной ставки в 6 раз. Это объясняется вероятностью 1 к 6, что выпадет какое-либо другое одиночное число. Но на самом деле казино, в соответствии с правилами, может выплачивать выигрыш, который равен шансам 1 к 4. То есть, реальная сумма выигрыша занижена и не соответствует реалиям. Некоторые игорные заведения не скрывают этого и называют маржой, комиссией или просто процентом казино.
Подобное преимущество казино помогает заведению получать прибыль для стабильной работы в перспективе. Сумма процента или комиссии может значительно отличаться в зависимости от самого игорного заведения или выбранного развлечения.
Например, в американской рулетке есть два типа «зеро» (0 и 00) и 36 ненулевых чисел (18 красных и 18 черных). Это приводит к более высокому преимуществу самого казино по сравнению с европейской рулеткой. Шансы игрока на выигрыш, поставившего 1 единицу на красное, равны 18 к 38, а его шансы проиграть — 20 к 38. Пользуясь простой формулой, можно рассчитать ожидаемую доходность игровой ставки или EV (англ. Expected Value).
EV = (18/38 × 1) + (20/38 × (−1)) = 18/38 — 20/38 = —2/38 = —5,26 %. Таким образом, ожидаемая доходность казино равна 5,26 %. Например, после 10 спинов со ставкой в 1 единицу на спин средняя прибыль казино составит 10 × 1 × 5,26 % = 0,53 единицы. В европейской рулетке есть только одно «зеро», поэтому преимущество казино (без учета особых правил) равно 1/37 = 2,7 %.
Преимущество казино в играх сильно зависит от типа самой игры. Например, ожидаемая доходность может составлять всего 0,3 %. А в популярной игре Кено прибыль может составить до 25 %. Игровые автоматы зачастую приносят до 15 % прибыли.
Вычисление преимущества казино или потенциальной доходности в рулетке — тривиальная практика, которая часто недоступна для других игр. Для составления правильных формул нужен комплексный комбинаторный анализ вместе с компьютерным моделированием.
В таких играх как блэкджек, в которых имеет значение мастерство участника, стратегии расчета преимущества казино кардинально отличаются друг от друга. Набор оптимальных комбинаций, ходов, тактик для всех возможных ситуаций рук часто называют «базовой стратегией» и сильно зависит от конкретных правил и даже количества используемых колод.
Большинство казино отказывались раскрывать информацию о собственном фактическом преимуществе, в частности, касательно игровых автоматов. Из-за неизвестного количества используемых символов и веса барабанов в большинстве случаев рассчитать преимущество казино гораздо сложнее, чем в других категориях. Однако из-за того, что некоторые онлайн-ресурсы публикуют собственные расчеты, а также благодаря некоторым независимым исследованиям, проведенным Майклом Шеклфордом в офлайн-секторе, модель поведения казино постепенно меняется.
В играх, в которых участники не соревнуются с казино, таких как покер, казино зарабатывает деньги за счет комиссии, известной как «рейк».

## Среднеквадратическое отклонение
Фактор удачи в играх казино количественно определяется с помощью среднеквадратических отклонений или SD (англ. Standart Deviation). Среднеквадратическое отклонение такой простой игры, как рулетка, можно рассчитать с помощью биномиального распределения. В биномиальном распределении SD = √npq, где n = количество сыгранных раундов, p = вероятность выигрыша и q = вероятность проигрыша. Биномиальное распределение предполагает получение результата в 1 единицу за победу и 0 единиц за проигрыш, а не −1 единицу за проигрыш, что удваивает диапазон возможных результатов. Более того, если участник будет ставить 10 единиц на раунд вместо 1 единицы, диапазон возможных исходов увеличится в 10 раз.
SD = 2b √npq, где b = фиксированная ставка за раунд, n = количество раундов, p = 18 к 38 и q = 20 к 38.
Например, после 10 раундов со ставками по 1 единице среднеквадратическое отклонение составит 2 × 1 × √10 × 18/38 × 20/38 = 3,16 единицы. После 10 раундов ожидаемый проигрыш составит 10 × 1 × 5,26 % = 0,53. Как видно, среднеквадратическое отклонение во много раз превышает величину ожидаемого проигрыша.
Величина среднеквадратического отклонения для пай гоу покера является самой низкой среди всех распространенных игр казино. Многие игры казино, в особенности игровые автоматы, включают в себя чрезвычайно высокие значения среднеквадратических отклонений. Чем больше размер потенциальных выплат, тем сильнее может увеличиться среднеквадратическое отклонение.
По мере увеличения количества раундов ожидаемые потери в конечном итоге превысят среднеквадратическое отклонение во много раз. Из формулы видно, что оно пропорционально квадратному корню из числа сыгранных раундов, а ожидаемый проигрыш пропорционален количеству сыгранных раундов. По мере увеличения количества раундов ожидаемые убытки увеличиваются гораздо быстрее. Вот почему игрок не может выиграть в долгосрочной перспективе.
Любому из списка проверенных казино важно регулировать и наблюдать за собственным преимуществом в играх. Это помогает лучше рассчитать потенциальную прибыль, а другие расчеты дают понять, какой объем наличных резервов необходим для стабильной работы. Математики и программисты, занимающиеся такой работой, называются «игровыми математиками» и «игровыми аналитиками».